# Dua (vattendrag)
Dua är en flod i Kongo-Kinshasa, ett av Mongalaflodens källflöden. Den rinner genom provinserna Mongala och Nord-Ubangi, i den norra delen av landet, 1 100 km nordost om huvudstaden Kinshasa. En del av floden ingår i gränsen mellan provinserna. Under den koloniala tiden användes också namnet Eau noire.